# Carlos Adriano de Sousa Cruz
Adriano (* 28. September 1987 in Valença), mit vollständigen Namen Carlos Adriano de Sousa Cruz, ist ein brasilianischer Fußballspieler.

## Karriere
Adriano spielte für viele brasilianische Mannschaften. Ceará SC, America FC (RJ), EC Bahia und Palmeiras São Paulo. Als er beim America-RJ war, spielte er mit seinem Vorbild Romário. Romário wurde in der 68. Minute des Spiels zwischen América und Artsul eingewechselt und ersetzte Adriano. In Palmeiras war er 2011 Torschützenkönig der Copa do Brasil.
Am 8. Juni 2011 wechselte Adriano in die Chinese Super League und unterzeichnete einen Vier-Jahres-Vertrag bei Dalian Shide. Laut Medienberichten belief sich die Ablösesumme auf 8 Millionen US-Dollar. Er gab sein Super-League-Debüt für Dalian am 14. Juni bei einem 2:0-Heimsieg gegen Chengdu Blades, als Ersatz für Ahn Jung-Hwan in der zweiten Hälfte des Spiels. Sein erstes Tor in China fiel am 7. August, als Dalian Shide ein 1:1 gegen Liaoning Whowin erreichte. In der Ligasaison 2011 erzielte er in 12 Spielen 4 Tore.
Am 26. Juni 2012 erzielte Adriano 5 Tore in der dritten Runde des Chinese FA Cup 2012, als Dalian Shide den Club aus der Ersten Liga, Yanbian Baekdu Tigers 8-0 im Jinzhou-Stadion besiegte. Er brach den chinesischen FA-Cup-Rekord für die meisten in einem Spiel erzielten Tore (der Rekord betrug ursprünglich 4 Tore, gehalten von Wang Tao 1998 und Mark Williams 1999).
Am 13. März 2014 wechselte Adriano zu Daejeon Citizen aus Südkorea in die K League 2 und am 28. Juli 2015 in der K League 1 zum südkoreanischen Klub FC Seoul. Adriano erzielte in der Saison 2016 in allen Wettbewerben 35 Tore und stellte damit einen neuen Rekord in der südkoreanischen Fußballgeschichte auf.
Am 16. Januar 2017 gab Shijiazhuang Ever Bright bekannt, dass sie Adriano für eine Ablösesumme von 4 Millionen und einem Jahresgehalt von 3 Millionen US-Dollar pro Saison in den Verein geholt wurde. Von dort aus wechselte er ohne Ablösesumme am 24. Januar 2018 zu Jeonbuk Hyundai Motors, wo  er bis zum 15. Juli 2019 unter Vertrag stand. Von Juli 2019 bis Anfang Februar 2020 war er vertrags- und vereinslos. Anfang Februar 2020 verpflichtete ihn der südkoreanische Erstligist FC Seoul. Für den Verein aus der Hauptstadt Seoul absolvierte er sieben Erstligaspiele. Im März 2021 kehrte er in seine Heimat zurück, wo er einen Vertrag beim EC Jacuipense in Riachão do Jacuípe unterschrieb. Im darauffolgenden Monat wechselte er zum Santa Cruz FC. Für den Drittligisten aus Recife absolvierte er insgesamt vier Spiele.
Seit dem 1. Dezember 2021 ist er vertrags- und vereinslos.

## Erfolge
America
- Staatsmeisterschaft von Rio de Janeiro Série B: 2009

Daejeon Citizen
- Südkoreanischer Meister 2: 2014

FC Seoul
- Sieger im Korean FA Cup 2015
- Südkoreanischer Meister: 2016

Jeonbuk Hyundai Motors
- K League 1: 2018

## Auszeichnungen
- Torschützenkönig Copa do Brasil 2011
- K League Challenge: Bester Spieler 2014
- K League Challenge: Torschützenkönig 2014
- K League 2 Best XI: 2014
- K League 1 Best XI: 2015 und 2016
- Torschützenkönig der AFC Champions League: 2016